# Зерин Текиндор
Зеррин Текиндор (на турски: Zerrin Tekindor) е турска филмова и театрална актриса, и художничка.

## Биография
Зерин Текиндор е родена на 5 август 1964 година в град Бурхание, Турция. През 1985 година завършва специалност театрални изкуства в университет Хаджеттепе. През същата година започва да работи като стажантка в общинския театър в Адана. След две години стаж в театъра постига успехи с ролите си в постановките „Laundry“, „Ferhad and Sirin“, „A Noisy and Clamorous Story“, „Death“, „Istanbul Efendisi“, „The Last Great Lovers“, „The Window That Opens to the Sky“, „Deers Curst“, „From War to Peace“, „From Love to Quarrel“, „Love Kills“, „The Government Inspector“, „A Place in the Middle of the Earth“. През 2003 година се мести в Истанбул за да работи в местния общински театър. През 2004 година изпълнява ролята на Анна Андреевна в постановката „Ревизор“ (по произведението на Н.В.Гогол).
Освен многобройните роли в театъра Текиндор изпълнява роли и в няколко турски телевизионни сериала, най-значимата от които е ролята на Мадмоазел Дениз Дьо Куртон в Забраненият плод.
В течение на театралната си кариера, Зерин Текиндор изучава рисуване в университета Билкент между 1990 и 1994 г. Голяма част от нейните художествени произведенията са вдъхновени от ролите, които изпълнява в театъра.

## Филмография
| Година    | Филм                                   | Роля                       |                   |
| --------- | -------------------------------------- | -------------------------- | ----------------- |
| 1996      | Cafe Casablanca                        |                            | Сериал            |
| 2002      | Bir Tatlı Huzur                        |                            | Сериал            |
| 2003      | Bir İstanbul Masalı                    | Deniz                      | Сериал            |
| 2004      | Mars Kapıdan Baktırır                  | Sedef                      | Сериал            |
| 2007      | Örümcek                                |                            | Късометражен филм |
| 2007      | Aşk Yeniden                            | Peruş                      | Сериал            |
| 2008-2010 | Забраненият плод (Aşk-ı Memnu)         | Мадмоазел Дениз Дьо Куртон | Сериал            |
| 2010      | Листопад (Yaprak Dökümü)               | Biletçi                    | Сериал            |
| 2011-2013 | Север Юг (Kuzey Güney)                 | Гюлтен Чаяк                | Сериал            |
| 2014      | С Русия в сърцето (Kurt Seyit ve Şura) | Емине                      | Сериал            |
| 2015-2017 | Черна любов (Kara Sevda)               | Лейля Аджемзаде            | Сериал            |
| 2018      | Şahin tepesi                           | Tuna                       | Сериал            |
| 2020      | Zemheri                                | Aliye                      | Сериал            |
| 2021      | Доктор Чудо (Mucize Doctor)            | Вуслат                     | Сериал            |